# مسجد حاج شکرالله
مسجد حاج شکرالله مربوط به دوره ایلخانی است و در دامغان، خیابان راه آهن، نرسیده به مسجد تاریخانه واقع شده و این اثر در تاریخ ۲۵ خرداد ۱۳۸۱ با شمارهٔ ثبت ۵۸۰۷ به‌عنوان یکی از آثار ملی ایران به ثبت رسیده است.